# Armorial des communes du Pas-de-Calais (I-P)
|Cette page donne les armoiries (figures et blasonnements) des communes et des anciennes communes du Pas-de-Calais de I à P.
Pour les articles homonymes, voir Armorial des communes du Pas-de-Calais.

## I
| Blason de Inchy-en-Artois | Blason  | D’or aux trois fasces de sable.                  |
| Blason de Inchy-en-Artois | Détails | Le statut officiel du blason reste à déterminer. |

| Blason de Incourt | Blason  | D’argent à l’écusson de gueules accompagné de neuf merlettes de sable posées en orle. |
| Blason de Incourt | Détails | Le statut officiel du blason reste à déterminer.                                      |

| Blason de Inghem (ancienne commune) | Blason  | D’or aux trois fasces de sable, au franc-canton d’hermine. |
| Blason de Inghem (ancienne commune) | Détails | Le statut officiel du blason reste à déterminer.           |

| Blason de Inxent | Blason  | D’argent à la barre d’azur chargée d’un poisson du champ, accompagnée en chef de Saint-Antoine avec son porc de gueules et en pointe de deux arbres arrachés de sinople rangés en barre. |
| Blason de Inxent | Détails | Le statut officiel du blason reste à déterminer. |

| Blason de Isbergues | Blason  | D’azur aux deux gerbes d’or soutenues d’une molette de cinq rais du même. |
| Blason de Isbergues | Détails | Le statut officiel du blason reste à déterminer.                          |

| Blason de Isques | Blason  | D’or à la croix ancrée de gueules.               |
| Blason de Isques | Détails | Le statut officiel du blason reste à déterminer. |

| Blason de Ivergny | Blason  | D’or à la bande componée de 7 pièces, 4 d’argent chargées chacune d’une moucheture d’hermine de sable et 3 de gueules, accompagnée de deux fleurs de lys d’azur . |
| Blason de Ivergny | Détails | Le statut officiel du blason reste à déterminer. |

| Blason de Izel-lès-Équerchin | Blason  | Écartelé au 1) et 4) d’or à la croix ancrée de gueules, au 2) et 3) de sinople à la bande échiquetée de sable et d’argent de deux tires. |
| Blason de Izel-lès-Équerchin | Détails | Le statut officiel du blason reste à déterminer.                                                                                         |

| Blason de Izel-lès-Hameau | Blason  | De gueules à la tour d’argent, ouverte du champ, maçonnée de sable, accompagnée en chef et en pointe de deux fasces aussi d’argent et accostée de deux pals du même brochant sur les fasces. |
| Blason de Izel-lès-Hameau | Détails | Le statut officiel du blason reste à déterminer. |

## J
| Blason de Journy | Blason  | D’or à la fasce de gueules, surmontée d’une trangle vivrée alésée de sable. |
| Blason de Journy | Détails | Le statut officiel du blason reste à déterminer.                            |

## L

### La à Ld
| Blason de Labeuvrière | Blason  | D’hermine aux deux flèches d’azur passées en sautoir, le fer à dextre. |
| Blason de Labeuvrière | Détails | Le statut officiel du blason reste à déterminer.                       |

| Blason de Labourse | Blason  | Coupé : au 1) d’azur semé de fleurs de lys d’or au cerf d’argent brochant sur le tout, au 2) parti au I d’argent à la fasce de gueules et au II écartelé d’or et de sable. |
| Blason de Labourse | Détails | Le statut officiel du blason reste à déterminer. |

| Blason de Labroye | Blason  | De gueules, au chef échiqueté d’azur et d’argent de 2 tires. |
| Blason de Labroye | Détails | Le statut officiel du blason reste à déterminer.             |

| Blason de Lacres | Blason  | D’argent aux trois aigles de gueules, becquées et membrées d’azur. |
| Blason de Lacres | Détails | Le statut officiel du blason reste à déterminer.                   |

| Blason de Lagnicourt-Marcel | Blason  | D’azur aux deux léopards d’argent passant l’un sur l’autre. |
| Blason de Lagnicourt-Marcel | Détails | Le statut officiel du blason reste à déterminer.            |

| Blason de Laires | Blason  | Parti d’or et d’azur à la fleur de lys de l'un en l'autre . |
| Blason de Laires | Détails | Le statut officiel du blason reste à déterminer.            |

| Blason de Lambres | Blason  | Parti au 1) coupé au I parti à dextre en chef de gueules au cygne de sable* et en pointe de gueules au sautoir d’argent, à senestre de gueules à la croisette d’argent, et au II parti à dextre de gueules à la croisette d’argent, à senestre coupé en chef de gueules au cygne de sable* et en pointe de gueules au sautoir d’argent, au 2) de gueules aux deux barres d’argent. |
| Blason de Lambres | Détails | * Il y a là non-respect de la règle de contrariété des couleurs : ces armes sont fautives (cygnes de sable sur gueules). Le statut officiel du blason reste à déterminer. |

| Blason de Landrethun-le-Nord | Blason  | D’or à la croix ancrée de gueules, au chef d’azur chargé d’une étoile d’argent. |
| Blason de Landrethun-le-Nord | Détails | Le statut officiel du blason reste à déterminer.                                |

| Blason de Landrethun-lès-Ardres | Blason  | D’azur au chef d’or chargé de trois fleurs de lys du champ. |
| Blason de Landrethun-lès-Ardres | Détails | Le statut officiel du blason reste à déterminer.            |

| Blason de Lapugnoy | Blason  | Coupé au 1) parti au I de sable aux trois épieux d’argent et au II de gueules à la croix d’argent chargée de cinq mouchetures d’hermine de sable, au 2) d’or au chevron d’azur accompagné de trois hures de sanglier arrachées de sable, défendues du champ. |
| Blason de Lapugnoy | Détails | Le statut officiel du blason reste à déterminer. |

| Blason de Lattre-Saint-Quentin | Blason  | Écartelé: aux 1) et 4) d'azur à Notre Dame à l'Enfant de carnation vêtus d'argent et nimbés d'or, accompagnée de trois fleurs de lys du même; au 2) d'azur semé de fleurs de lys d'or au cerf passant d'argent brochant, au 3) fascé de vair et de gueules. |
| Blason de Lattre-Saint-Quentin | Détails | Le statut officiel du blason reste à déterminer. |

| Blason de Laventie | Blason  | D’argent au cerisier terrassé de sinople fruité de gueules . |
| Blason de Laventie | Détails | Le statut officiel du blason reste à déterminer.             |

### Le à Lh
| Blason de Lebiez | Blason  | D’or aux trois fasces de sable surmontées de trois merlettes du même rangées en chef . |
| Blason de Lebiez | Détails | Le statut officiel du blason reste à déterminer.                                       |

| Blason de Lebucquière | Blason  | D’or au chevron de gueules surmonté de trois étoiles de sable rangées en chef et soutenu d’un croissant du même . |
| Blason de Lebucquière | Détails | Le statut officiel du blason reste à déterminer.                                                                  |

| Blason de Léchelle | Blason  | Tiercé en pairle: au 1er d'or au bourdon de pèlerin de sinople, au 2e de gueules au lion léopardé d'or, au 3e d'azur au croissant d'argent. |
| Blason de Léchelle | Détails | Le statut officiel du blason reste à déterminer.                                                                                            |

| Blason de Ledinghem | Blason  | D’or au chevron d’azur accompagné de trois maillets de sable.                                         |
| Blason de Ledinghem | Détails | Conflit héraldique : le dessin montre deux maillets. Le statut officiel du blason reste à déterminer. |

| Blason de Lefaux | Blason  | Parti : au 1) d’argent aux trois rocs d’échiquier de sable, au 2) de gueules à la croix ancrée alésée d’or. |
| Blason de Lefaux | Détails | Le statut officiel du blason reste à déterminer.                                                            |

| Blason de Leforest | Blason  | De sable au chevron d’or accompagné de trois merlettes du même, à la bordure aussi d’or. |
| Blason de Leforest | Détails | Le statut officiel du blason reste à déterminer.                                         |

| Blason de Lens | Blason  | D'azur à un château formé d'une tour crénelée de cinq pièces d'or, ouverte et ajourée de sable, l'ouverture chargée d'un monde d'or, la tour flanquée de deux tourelles du même ouvertes et ajourées de sable, le tout accosté de deux fleurs de lys d'or. |
| Blason de Lens | Détails | Le statut officiel du blason reste à déterminer. |

| Blason de Lépine | Blason  | De sinople au dragon d’or, au chef du même chargé d’une comète de gueules. |
| Blason de Lépine | Détails | Le statut officiel du blason reste à déterminer.                           |

| Blason de Lespesses | Blason  | De sinople à la barre ondée d’argent, accompagnée en chef d’un faucon et en pointe d’un buisson, le tout d’argent. |
| Blason de Lespesses | Détails | Le statut officiel du blason reste à déterminer.                                                                   |

| Blason de Lespinoy | Blason  | D’argent à la croix dentelée de gueules.         |
| Blason de Lespinoy | Détails | Le statut officiel du blason reste à déterminer. |

| Blason de Lestrem | Blason  | D’or aux trois huchets contournés de gueules, embouchés et virolés d’argent. |
| Blason de Lestrem | Détails | Le statut officiel du blason reste à déterminer.                             |

| Blason de Leubringhen | Blason  | D’argent au cœur d’azur chargé d’une fleur de lys d’or, au chef cousu du même chargé de trois tourteaux de gueules.                                                                                     |
| Blason de Leubringhen | Détails | * Ces armes emploient le terme « cousu » dans le seul but de contrevenir à la règle de contrariété des couleurs : elles sont fautives : or sur argent. Le statut officiel du blason reste à déterminer. |

| Blason de Leulinghem | Blason  | D’argent à la fasce de gueules surmontée de trois étoiles du même rangées en chef. |
| Blason de Leulinghem | Détails | Le statut officiel du blason reste à déterminer.                                   |

| Blason de Leulinghen-Bernes | Blason  | D’argent à une doloire de gueules .              |
| Blason de Leulinghen-Bernes | Détails | Le statut officiel du blason reste à déterminer. |

### Li à Lk
| Blason de Libercourt | Blason  | Parti : au 1) d’azur aux sept besants d’or ordonnés 3.3.1 au chef du même, au 2) mi parti d’or à l’aigle bicéphale de sable . |
| Blason de Libercourt | Détails | Le statut officiel du blason reste à déterminer.                                                                              |

| Blason de Licques | Blason  | De gueules à l’écusson bandé d’argent et d’azur de six pièces. |
| Blason de Licques | Détails | Le statut officiel du blason reste à déterminer.               |

| Blason de Liencourt | Blason  | Écartelé au 1) et 4) d’azur aux trois jumelles d’or, au 2) et 3) de gueules au chef d’or chargé de trois molettes de cinq rais de sable.        |
| Blason de Liencourt | Détails | Conflit héraldique : le dessin présente une jumelle d'or et une demi-jumelle et deux molettes. Le statut officiel du blason reste à déterminer. |

| Blason de Lières | Blason  | D’argent aux deux bandes d’azur.                 |
| Blason de Lières | Détails | Le statut officiel du blason reste à déterminer. |

| Blason de Liettres | Blason  | Parti d’argent et de gueules aux deux tours de l’un en l’autre au chef d’or. |
| Blason de Liettres | Détails | Le statut officiel du blason reste à déterminer.                             |

| Blason de Liévin | Blason  | Fascé d’argent et de gueules de 8 pièces.        |
| Blason de Liévin | Détails | Le statut officiel du blason reste à déterminer. |

| Blason de Lignereuil | Blason  | D’or à la bande de sable, au chef soudé d’argent chargé de cinq arbres de sinople. |
| Blason de Lignereuil | Détails | * Ces armes emploient le terme « cousu » dans le seul but de contrevenir à la règle de contrariété des couleurs : elles sont fautives : argent sur or. Le statut officiel du blason reste à déterminer. |

| Blason de Ligny-lès-Aire | Blason  | De sinople à la bande d’argent chargée de trois tourteaux du champ. |
| Blason de Ligny-lès-Aire | Détails | Le statut officiel du blason reste à déterminer.                    |

| Blason de Ligny-Saint-Flochel | Blason  | Écartelé : au 1) et au 4) d’or à l’arbre de sinople fruité de sable, au 2) et 3) chevronné d’or et de gueules de 12 pièces. |
| Blason de Ligny-Saint-Flochel | Détails | Le statut officiel du blason reste à déterminer.                                                                            |

| Blason de Ligny-sur-Canche | Blason  | Écartelé au 1) et 4) d’argent aux trois aiglettes de gueules, armées et lampassées d’azur, au 2) et 3) d’argent à la bande de gueules. |
| Blason de Ligny-sur-Canche | Détails | Le statut officiel du blason reste à déterminer.                                                                                       |

| Blason de Ligny-Thilloy | Blason  | D’azur au chevron d’hermine.                                                                                        |
| Blason de Ligny-Thilloy | Détails | Conflit héraldique : le dessin ne montre pas de chevron d'hermine. Le statut officiel du blason reste à déterminer. |

| Blason de Lillers | Blason  | De gueules aux trois chevrons d’or.              |
| Blason de Lillers | Détails | Le statut officiel du blason reste à déterminer. |

| Blason de Linghem | Blason  | De gueules aux trois fleurs de néflier d’or percées du champ, à la bordure cousue de sinople. |
| Blason de Linghem | Détails | * Ces armes emploient le terme « cousu » dans le seul but de contrevenir à la règle de contrariété des couleurs : elles sont fautives : sinople sur gueules. Le statut officiel du blason reste à déterminer. |

| Blason de Linzeux | Blason  | De contre-vair, au franc-canton d’azur chargé d’une escarboucle fleurdelysée d’argent. |
| Blason de Linzeux | Détails | Le statut officiel du blason reste à déterminer.                                       |

| Blason de Lisbourg | Blason  | D’argent à la fasce d’azur chargée de trois croisettes pattées d’or, accompagnée de trois merlettes de sable. |
| Blason de Lisbourg | Détails | Le statut officiel du blason reste à déterminer.                                                              |

### Lo à Lz
| Blason de Locon | Blason  | D'argent à la fasce de gueules, surmontée de trois coqs rangés de sable. |
| Blason de Locon | Détails | Le statut officiel du blason reste à déterminer.                         |

| Blason de La Loge | Blason  | Parti de sinople et d'argent, au premier à une église, au second à une licorne saillante, la tête contournée, le tout de l'un en l'autre. |
| Blason de La Loge | Détails | Le statut officiel du blason reste à déterminer.                                                                                          |

| Blason de Loison-sous-Lens | Blason  | De gueules aux trois clefs d’or mal ordonnées, mantelé du même, au chef d’azur chargé d’une balance de deux plateaux aussi d’or. |
| Blason de Loison-sous-Lens | Détails | Le statut officiel du blason reste à déterminer.                                                                                 |

| Blason de Loison-sur-Créquoise | Blason  | D’argent à la bande d’azur accompagnée en chef d’un temple de sinople et en pointe d’une roue de moulin du même. |
| Blason de Loison-sur-Créquoise | Détails | Le statut officiel du blason reste à déterminer.                                                                 |

| Blason de Longfossé | Blason  | D’argent aux huit billettes de gueules ordonnées 3.2.3. |
| Blason de Longfossé | Détails | Le statut officiel du blason reste à déterminer.        |

| Blason de Longuenesse | Blason  | D’azur à la colombe d’argent accompagnée de huit monts isolés de six coupeaux du même posés en orle. |
| Blason de Longuenesse | Détails | Le statut officiel du blason reste à déterminer.                                                     |

| Blason de Longueville | Blason  | D'argent à trois huchets de gueules, virolés et enguichés d'or, liés d'azur, le pavillon à dextre. |
| Blason de Longueville | Détails | Le statut officiel du blason reste à déterminer.                                                   |

| Blason de Longvilliers | Blason  | D’argent à une doloire de gueules surmontée d’un lambel du même . |
| Blason de Longvilliers | Détails | Le statut officiel du blason reste à déterminer.                  |

| Blason de Loos-en-Gohelle | Blason  | Écartelé au 1) de sinople au lion d’or lampassé de gueules, au 2) d’argent au phénix de sable sur son immortalité de gueules, au 3) d’argent aux deux pics de sable passés en sautoir, à la lampe de mineur du même allumée de gueules brochant sur le tout, au 4) de sinople aux trois gerbes d’or . |
| Blason de Loos-en-Gohelle | Détails | Le statut officiel du blason reste à déterminer. |

| Blason de Lorgies | Blason  | D’or à l’escarboucle fleurdelysée de sable, à la bordure de gueules. |
| Blason de Lorgies | Détails | Le statut officiel du blason reste à déterminer.                     |

| Blason de Lottinghen | Blason  | D'argent au pic de mineur de sable; sur le tout de gueules chargé d'un rais d'escarboucle fleurdelisé, excepté le rai supérieur terminé en crosse, d'argent . |
| Blason de Lottinghen | Détails | Le statut officiel du blason reste à déterminer. |

| Blason de Louches | Blason  | De gueules à une croix alésée d'argent à 2 traverses égales. |
| Blason de Louches | Détails | Le statut officiel du blason reste à déterminer.             |

| Blason de Lozinghem | Blason  | De sable semé de fleurs de lys d’or au paon rouant du même brochant sur le tout. |
| Blason de Lozinghem | Détails | Le statut officiel du blason reste à déterminer.                                 |

| Blason de Lugy | Blason  | D’azur à l’écusson d’argent chargé de trois tourteaux du champ, à la bordure d’or. |
| Blason de Lugy | Détails | Le statut officiel du blason reste à déterminer.                                   |

| Blason de Lumbres | Blason  | D’azur à la bande d’or chargée de trois lionceaux de gueules. |
| Blason de Lumbres | Détails | Le statut officiel du blason reste à déterminer.              |

## M

### Ma à Md
| Blason de La Madelaine-sous-Montreuil | Blason  | D’argent aux trois fleurs de lys de sable.       |
| Blason de La Madelaine-sous-Montreuil | Détails | Le statut officiel du blason reste à déterminer. |

| Blason de Magnicourt-en-Comte | Blason  | D’or aux deux fasces ondées d’azur.              |
| Blason de Magnicourt-en-Comte | Détails | Le statut officiel du blason reste à déterminer. |

| Blason de Magnicourt-sur-Canche | Blason  | D’argent à la vierge de carnation vêtue d’azur tenant un sceptre fleuronné d’or, au chef aussi d’azur. |
| Blason de Magnicourt-sur-Canche | Détails | Conflit héraldique : le dessin montre un chef ondé. Le statut officiel du blason reste à déterminer.   |

| Blason de Maintenay | Blason  | D’or aux trois bandes d’azur, à l’église d’argent brochant sur le tout. |
| Blason de Maintenay | Détails | Le statut officiel du blason reste à déterminer.                        |

| Blason de Maisnil | Blason  | D’argent à la fasce de gueules surmontée de trois coqs de sable, membrés, crêtés, becqués et barbés de gueules, rangés en chef. |
| Blason de Maisnil | Détails | Conflit héraldique : le dessin montre deux coqs. Le statut officiel du blason reste à déterminer.                               |

| Blason de Maisnil-lès-Ruitz | Blason  | D’argent à la maisonnette de sable, au chef vivré du même. |
| Blason de Maisnil-lès-Ruitz | Détails | Le statut officiel du blason reste à déterminer.           |

| Blason de Maisoncelle | Blason  | D’azur à la bande d’argent accompagnée de deux fleurs de lys d’or. |
| Blason de Maisoncelle | Détails | Le statut officiel du blason reste à déterminer.                   |

| Blason de Maizières | Blason  | D’argent aux trois jumelles de gueules, au franc-canton du même chargé d’une canette d’argent. |
| Blason de Maizières | Détails | Le statut officiel du blason reste à déterminer.                                               |

| Blason de Mametz | Blason  | Écartelé : au 1) et 4) d’argent aux trois fasces de gueules au 2) et 3) d’argent plain ; sur le tout de gueules à la barre ondée d’argent. |
| Blason de Mametz | Détails | Conflit héraldique : le dessin ne présente pas la barre "ondée". Le statut officiel du blason reste à déterminer.                          |

| Blason de Manin | Blason  | D’azur au rencontre de cerf d’or croisé du même. |
| Blason de Manin | Détails | Le statut officiel du blason reste à déterminer. |

| Blason de Maninghem | Blason  | D’argent au chevron de sinople accompagné en pointe d’un lion d’azur armé et lampassé de gueules. |
| Blason de Maninghem | Détails | Le statut officiel du blason reste à déterminer.                                                  |

| Blason de Maninghen-Henne | Blason  | De gueules à l’aigle d’or.                       |
| Blason de Maninghen-Henne | Détails | Le statut officiel du blason reste à déterminer. |

| Blason de Marant | Blason  | D’azur à la molette d’or.                        |
| Blason de Marant | Détails | Le statut officiel du blason reste à déterminer. |

| Blason de Marck | Blason  | De gueules au sautoir d'argent accompagné de deux étoiles de même, l'une en chef, l'autre en pointe. |
| Blason de Marck | Détails | Le statut officiel du blason reste à déterminer.                                                     |

| Blason de Marconne | Blason  | D’argent au sautoir de gueules chargé en cœur d’une molette d’or. |
| Blason de Marconne | Détails | Le statut officiel du blason reste à déterminer.                  |

| Blason de Marconnelle | Blason  | D’or au pairle d’azur chargé en cœur d’une roue de huit rayons d’or, accosté en pointe de deux saints adossés de gueules. |
| Blason de Marconnelle | Détails | Le statut officiel du blason reste à déterminer.                                                                          |

| Blason de Marenla | Blason  | D’argent à la molette de gueules cantonnée de quatre flanchis du même. |
| Blason de Marenla | Détails | Le statut officiel du blason reste à déterminer.                       |

| Blason de Maresquel-Ecquemicourt | Blason  | Parti : au 1) d’argent à l’aigle bicéphale de sable, becquée et membrée de gueules, chargée sur son estomac d’un écusson d’or, au 2) de sable à la bande d’or accompagnée en chef d’une étoile et d’une rose, toutes deux d’argent et rangées en bande et en pointe d’une rose et d’une étoile, toutes deux d’argent et rangées en bande. |
| Blason de Maresquel-Ecquemicourt | Détails | Le statut officiel du blason reste à déterminer. |

| Blason de Marest | Blason  | Écartelé au 1) et 4) d’or plain au 2) et 3) de gueules aux trois maillets d’or. |
| Blason de Marest | Détails | Le statut officiel du blason reste à déterminer.                                |

| Blason de Maresville | Blason  | D’azur au chevron d’or surmonté d’un croissant d’argent, accompagné en chef de deux anémones tigées et feuillés du même et en pointe d’un lion aussi d’argent, lampassé de gueules. |
| Blason de Maresville | Détails | Le statut officiel du blason reste à déterminer. |

| Blason de Marles-les-Mines | Blason  | D’azur aux deux léopards adossés et assis d’or, leurs queues passées en sautoir, surmontés d’une couronne royale du même. |
| Blason de Marles-les-Mines | Détails | Le statut officiel du blason reste à déterminer.                                                                          |

| Blason de Marles-sur-Canche | Blason  | D’argent au chevron d’azur accompagné de trois aiglettes de gueules. |
| Blason de Marles-sur-Canche | Détails | Le statut officiel du blason reste à déterminer.                     |

| Blason de Marœuil | Blason  | D’argent aux trois fasces ondées d’azur, au chef du même chargé de trois fleurs de lys d’or. |
| Blason de Marœuil | Détails | Le statut officiel du blason reste à déterminer.                                             |

| Blason de Marquay | Blason  | D’argent au chevron d’azur chargé de trois roses du champ. |
| Blason de Marquay | Détails | Le statut officiel du blason reste à déterminer.           |

| Blason de Marquion | Blason  | Parti: au 1) d’or à la gerbe de blé de sinople surmontée de trois grains de blé du même, au 2) de gueules à la ruche d’or surmontée de trois petites abeilles du même ; au pommier arraché au naturel brochant sur la partition et accolé au chef et à la pointe de l’écu. |
| Blason de Marquion | Détails | Le statut officiel du blason reste à déterminer. |

| Blason de Marquise | Blason  | D’argent à la ruche de gueules, aux deux pics de mineur passés en sautoir et au fléau posé en pal, les deux pics brochant sur la ruche et le fléau sur les deux pics, le tout d'or et accosté de deux abeilles du même. |
| Blason de Marquise | Détails | Différences entre dessin et blasonnement : couleur pics et abeilles. Le statut officiel du blason reste à déterminer.                                                                                                   |

| Blason de Martinpuich | Blason  | Écartelé au 1) et 4) tiercé en fasce au I de gueules au léopard d’or, au II d’or plain et au III d’azur au croissant d’argent au 2) et3) d’azur au portail d’église d’argent accosté de deux étoiles d’or. |
| Blason de Martinpuich | Détails | Le statut officiel du blason reste à déterminer. |

| Blason de Matringhem | Blason  | D’or à la losange de gueules chargée de trois écussons posés en chevron couché, celui de dextre d’argent aux trois merlettes de sable, celui de senestre en chef d’argent à la fleur de lys du même cernée de sable, celui de senestre en pointe d’argent à la tête de maure de sable tortillée du champ, surmontée en chef à dextre d’une ombre d’étoile. |
| Blason de Matringhem | Détails | Le statut officiel du blason reste à déterminer. |

| Blason de Mazingarbe | Blason  | Coupé ; au 1) d’or à l’escarboucle pommetée et fleurdelysées de sable, percée de gueules, au 2) de sinople à la brebis d’argent. |
| Blason de Mazingarbe | Détails | Le statut officiel du blason reste à déterminer.                                                                                 |

| Blason de Mazinghem | Blason  | D’azur au chevron d’or accompagné de trois chandeliers du même, au chef du même chargé de trois étoiles du champ. |
| Blason de Mazinghem | Détails | Le statut officiel du blason reste à déterminer.                                                                  |

### Me à Mz
| Blason de Mencas | Blason  | D’argent à l’aigle de sable, becquée et membrée de gueules. |
| Blason de Mencas | Détails | Le statut officiel du blason reste à déterminer.            |

| Blason de Menneville | Blason  | De sable semé de croisettes d’argent au lion du même brochant sur le tout. |
| Blason de Menneville | Détails | Le statut officiel du blason reste à déterminer.                           |

| Blason de Mentque-Nortbécourt | Blason  | De gueules aux trois quintefeuilles d’argent.    |
| Blason de Mentque-Nortbécourt | Détails | Le statut officiel du blason reste à déterminer. |

| Blason de Mercatel | Blason  | D’or à la barre de gueules chargée de trois oiseaux d’or posés à plomb accompagnée en chef d’un château donjonné aux tours couvertes de gueules et en pointe d’une croisette ancrée du même. |
| Blason de Mercatel | Détails | Le statut officiel du blason reste à déterminer. |

| Blason de Merck-Saint-Liévin | Blason  | D’argent à la torche enflammée de gueules posée en bande, au chef du même chargé d’une truite d’argent. |
| Blason de Merck-Saint-Liévin | Détails | Le statut officiel du blason reste à déterminer.                                                        |

| Blason de Méricourt | Blason  | D’azur aux deux terrils de sable, au chevalement de mine d’argent brochant sur le tout, posé sur une terrase de gueules chargée d’une foi d’or, au franc-canton cousu aussi de gueules chargé d’une roue d’engrenage d’argent surchargée d’un coupon de rail de sable. |
| Blason de Méricourt | Détails | * Ces armes emploient le terme « cousu » dans le seul but de contrevenir à la règle de contrariété des couleurs : elles sont fautives : gueules, sable sur azur. Le statut officiel du blason reste à déterminer.                                                      |

| Blason de Merlimont | Blason  | D’argent aux cinq coquilles de gueules, à la champagne ondée d’azur. |
| Blason de Merlimont | Détails | Le statut officiel du blason reste à déterminer.                     |

| Blason de Metz-en-Couture | Blason  | De gueules au lion d’argent.                     |
| Blason de Metz-en-Couture | Détails | Le statut officiel du blason reste à déterminer. |

| Blason de Meurchin | Blason  | Bandé d’or et d’azur de six pièces, au franc-quartier d’argent chargé d’un lion de sable. |
| Blason de Meurchin | Détails | Le statut officiel du blason reste à déterminer.                                          |

| Blason de Mingoval | Blason  | D’argent à la bande de gueules, au lambel d’azur brochant en chef sur le tout. |
| Blason de Mingoval | Détails | Le statut officiel du blason reste à déterminer.                               |

| Blason de Molinghem (ancienne commune) | Blason  | D’argent à la fasce de sable accompagnée de trois cormorans du même rangés en chef. |
| Blason de Molinghem (ancienne commune) | Détails | Le statut officiel du blason reste à déterminer.                                    |

| Blason de Moncheaux-lès-Frévent | Blason  | De sinople fretté de six pièces d’or.            |
| Blason de Moncheaux-lès-Frévent | Détails | Le statut officiel du blason reste à déterminer. |

| Blason de Monchel-sur-Canche | Blason  | D’argent aux deux bandes de gueules, aux trois poignards d’or la pointe en bas, rangés en fasce et brochant sur le tout. |
| Blason de Monchel-sur-Canche | Détails | Le statut officiel du blason reste à déterminer.                                                                         |

| Blason de Monchiet | Blason  | D’azur au château essoré d’argent de deux tours couvertes et girouettées du même, le tout maçonné de sable, posé sur une motte aussi d’argent sur une plaine coupée ondée d’or et d’azur. |
| Blason de Monchiet | Détails | Le statut officiel du blason reste à déterminer. |

| Blason de Monchy-au-Bois | Blason  | Écartelé au 1) et 4) de gueules au chef d’argent au 2) et 3) d’or plain. |
| Blason de Monchy-au-Bois | Détails | Le statut officiel du blason reste à déterminer.                         |

| Blason de Monchy-Breton | Blason  | D’argent à la croix de gueules, à la divise vivrée d’azur brochant en chef sur le tout. |
| Blason de Monchy-Breton | Détails | Le statut officiel du blason reste à déterminer.                                        |

| Blason de Monchy-Cayeux | Blason  | D’argent à l’écusson de gueules, accompagné de huit perroquets de sinople, becqués, membrés et colletés de gueules, posés en orle. |
| Blason de Monchy-Cayeux | Détails | Le statut officiel du blason reste à déterminer.                                                                                   |

| Blason de Monchy-le-Preux | Blason  | De sable à l’écusson d’argent chargé d’un arbre de sinople, accompagné de quatre clefs adossées d’argent, les pannetons vers la pointe, ordonnées 2 et 2. |
| Blason de Monchy-le-Preux | Détails | Le statut officiel du blason reste à déterminer. |

| Blason de Mondicourt | Blason  | D’azur aux trois jumelles d’or, aux quatre fêves de cacao du même ordonnées en chevron renversé entre la 1re et la 3e jumelle. |
| Blason de Mondicourt | Détails | Le statut officiel du blason reste à déterminer.                                                                               |

| Blason de Mont-Bernanchon | Blason  | D’argent à la fasce de gueules accompagnée en chef à dextre d’un lion d’azur. |
| Blason de Mont-Bernanchon | Détails | Le statut officiel du blason reste à déterminer.                              |

| Blason de Mont-Saint-Éloi | Blason  | D’azur au griffon d’or armé et langué de sable, chargé d’un écusson fascé de vair et de gueules de six pièces. |
| Blason de Mont-Saint-Éloi | Détails | Le statut officiel du blason reste à déterminer.                                                               |

| Blason de Montcavrel | Blason  | D'or au chevreuil de sinople, la tête de front; au chef de gueules chargé de trois maillets d'or. |
| Blason de Montcavrel | Détails | Le statut officiel du blason reste à déterminer.                                                  |

| Blason de Montenescourt | Blason  | Taillé au 1) d’or à la fontaine d’azur, au 2) d’azur au mont isolé de six coupeaux d’or. |
| Blason de Montenescourt | Détails | Le statut officiel du blason reste à déterminer.                                         |

| Blason de Montigny-en-Gohelle | Blason  | De gueules aux trois cottes de mailles d’argent, à la champagne d’azur chargée d’une chaîne brisée d’argent posée en fasce. |
| Blason de Montigny-en-Gohelle | Détails | Le statut officiel du blason reste à déterminer.                                                                            |

| Blason de Montreuil-sur-Mer | Blason  | D'or aux deux fasces d'azur, au chef du même chargé de trois fleurs de lys aussi d'or. |
| Blason de Montreuil-sur-Mer | Détails | Le statut officiel du blason reste à déterminer.                                       |

| Blason de Monts-en-Ternois | Blason  | D’azur à la bande d’argent chargée de trois molettes de gueules posées à plomb. |
| Blason de Monts-en-Ternois | Détails | Le statut officiel du blason reste à déterminer.                                |

| Blason de Morchies | Blason  | De gueules à la fasce d’argent chargée de trois merlettes du champ. |
| Blason de Morchies | Détails | Le statut officiel du blason reste à déterminer.                    |

| Blason de Moringhem | Blason  | D’argent au chevron d’azur accompagné de trois croissants du même. |
| Blason de Moringhem | Détails | Le statut officiel du blason reste à déterminer.                   |

| Blason de Morval | Blason  | D’argent à la bande échiquetée à plomb d’or et d’azur, côtoyée de deux cotices du même. |
| Blason de Morval | Détails | Le statut officiel du blason reste à déterminer.                                        |

| Blason de Mory | Blason  | D’or à la fasce d’azur chargée de trois molettes d’argent. |
| Blason de Mory | Détails | Le statut officiel du blason reste à déterminer.           |

| Blason de Moulle | Blason  | D’azur au sautoir d’or chargé en cœur d’une croisette ancrée de gueules, cantonné en chef et en pointe de deux arcs posés en fasce à la flèche encochée du même, aux flancs d’un épi de blé tigé et feuillé aussi d’or. |
| Blason de Moulle | Détails | Le statut officiel du blason reste à déterminer. |

| Blason de Mouriez | Blason  | Écartelé au 1) et 4) d’argent au lion de sable, armé et lampassé de gueules, au 2) et 3) d’azur aux trois nefs équipées et habillées d’or. |
| Blason de Mouriez | Détails | Le statut officiel du blason reste à déterminer.                                                                                           |

| Blason de Moyenneville | Blason  | Parti : au 1) d’argent à la vierge de carnation tenant l’enfant Jésus du même, tous deux auréolés et vêtus d’azur, l’enfant tenant un sceptre fleurdelysé du même au 2) fascé de vair et de gueules de six pièces. |
| Blason de Moyenneville | Détails | Le statut officiel du blason reste à déterminer. |

| Blason de Muncq-Nieurlet | Blason  | D’azur au sautoir engrêlé d’argent, cantonné en chef d’une crosse d’or, aux flancs de deux maillets aussi d’argent et en pointe d’un arbre aussi d’or. |
| Blason de Muncq-Nieurlet | Détails | Le statut officiel du blason reste à déterminer. |

## N

### Na à Nm
| Blason de Nabringhen | Blason  | D’hermine à la croix de gueules chargée de cinq quintefeuilles d’or. |
| Blason de Nabringhen | Détails | Le statut officiel du blason reste à déterminer.                     |

| Blason de Nédon | Blason  | D'azur à trois dragons d'or lampassés de gueules.                                                                   |
| Blason de Nédon | Détails | Présent sur les plaques de rue.                                                                                     |
| Blason de Nédon | Alias   | D'azur à la fasce ondée abaissée d'argent sommée d'un dragon d'or. Blason proposé par les archives départementales. |

| Blason de Nédonchel | Blason  | De gueules à trois masques de léopard d'or, surmontés d'un lambel d'azur.                                 |
| Blason de Nédonchel | Détails | Armes de la famille de Carnin, marquis de Nédonchel, brisées d'un lambel. Présent sur les plaques de rue. |
| Blason de Nédonchel | Alias   | D'azur à la bande d'argent. Armes de la famille de Nédonchel, proposées par les archives départementales. |

| Blason de Nempont-Saint-Firmin | Blason  | D’azur à la tête d’aigle arrachée d’or tenant en son bec un hameçon d’argent, à la champagne du même. |
| Blason de Nempont-Saint-Firmin | Détails | Le statut officiel du blason reste à déterminer.                                                      |

| Blason de Nesles | Blason  | Parti : au 1) de gueules à la croix d’argent, au 2) d’argent au lion couronné d’or. |
| Blason de Nesles | Détails | Le statut officiel du blason reste à déterminer.                                    |

| Blason de Neufchâtel-Hardelot | Blason  | D’argent à la nef de sinople habillée d’argent croiseté de gueules, équipée de sable et flammée d’azur, voguant sur des ondes aussi d’argent mouvant de la pointe, au chef bastillé de gueules chargé d’une couronne carolingienne d’or adextrée d’une salamandre de sinople dans sa patience aussi d’or et senestrée d’une demi-rose d’or accolée à une demi-grenade du champ. |
| Blason de Neufchâtel-Hardelot | Détails | Le statut officiel du blason reste à déterminer. |

| Blason de Neulette | Blason  | D’azur à la fasce d’or accompagnée de trois molettes du même. |
| Blason de Neulette | Détails | Le statut officiel du blason reste à déterminer.              |

| Blason de Neuve-Chapelle | Blason  | Écartelé d’or et de sable ; sur le tout d’or aux trois fasces de gueules au lion contourné d’argent, lampassé aussi de gueules, couronné du champ, brochant sur le tout, à la bordure aussi d’argent.                                                 |
| Blason de Neuve-Chapelle | Détails | * Il y a là non-respect de la règle de contrariété des couleurs : ces armes sont fautives (bordure argent sur champ d'or). Conflit héraldique : le dessin représente une filière et non une bordure. Le statut officiel du blason reste à déterminer. |

| Blason de Neuville-au-Cornet | Blason  | D’argent au chevron de sinople accompagné de trois coqs de sable, membrés, crêtés, becqués et barbés de gueules. |
| Blason de Neuville-au-Cornet | Détails | Le statut officiel du blason reste à déterminer.                                                                 |

| Blason de Neuville-Bourjonval | Blason  | D’or à la bande de contre-vair.                  |
| Blason de Neuville-Bourjonval | Détails | Le statut officiel du blason reste à déterminer. |

| Blason de Neuville-Saint-Vaast | Blason  | De gueules au chevron d’argent soutenu d’un phénix d’or sur son immortalité du même. |
| Blason de Neuville-Saint-Vaast | Détails | Le statut officiel du blason reste à déterminer.                                     |

| Blason de Neuville-sous-Montreuil | Blason  | De sinople à la chartreuse du lieu d’or, au chef du même chargé de trois fleurs de lys du champ. |
| Blason de Neuville-sous-Montreuil | Détails | Le statut officiel du blason reste à déterminer.                                                 |

| Blason de Neuville-Vitasse | Blason  | D’or fretté de six pièces de gueules.            |
| Blason de Neuville-Vitasse | Détails | Le statut officiel du blason reste à déterminer. |

| Blason de Neuvireuil | Blason  | De gueules aux dix losanges accolées d’argent ordonnées 3.3.3.1, à la filière du même. |
| Blason de Neuvireuil | Détails | Le statut officiel du blason reste à déterminer.                                       |

| Blason de Nielles-lès-Ardres | Blason  | D’or au lion de vair armé et lampassé de gueules. |
| Blason de Nielles-lès-Ardres | Détails | Le statut officiel du blason reste à déterminer.  |

| Blason de Nielles-lès-Bléquin | Blason  | D’or à la quintefeuille de sinople surmontée d’un lambel de gueules. |
| Blason de Nielles-lès-Bléquin | Détails | Le statut officiel du blason reste à déterminer.                     |

| Blason de Nielles-lès-Calais | Blason  | De sinople à la bande d’argent accompagnée en chef d’une gerbe d’or et en pointe d’un bouquet de roseaux de trois pièces du même. |
| Blason de Nielles-lès-Calais | Détails | Le statut officiel du blason reste à déterminer.                                                                                  |

### No à Nz
| Blason de Nœux-lès-Auxi | Blason  | De gueules au dextrochère de carnation vêtu d’or, mouvant du flanc senestre et empoignant un bouquet de trois branches d’hysope d’or. |
| Blason de Nœux-lès-Auxi | Détails | Le statut officiel du blason reste à déterminer.                                                                                      |

| Blason de Nœux-les-Mines | Blason  | D'azur aux attributs de mineur au marteau et au piolet passés en sautoir surmontés d'un casque, sur lesquels broche une lampe, le tout d'or, accompagné de deux barres d'argent, chacune chargée d'une traverse ondée de gueules et délimitant des angles de sinople. |
| Blason de Nœux-les-Mines | Détails | Armes parlantes. (attributs de mineur) Le statut officiel du blason reste à déterminer. |

| Blason de Nordausques | Blason  | D’azur à la croix ancrée d’or.                   |
| Blason de Nordausques | Détails | Le statut officiel du blason reste à déterminer. |

| Blason de Noreuil | Blason  | De gueules aux trois tours d’argent.             |
| Blason de Noreuil | Détails | Le statut officiel du blason reste à déterminer. |

| Blason de Norrent-Fontes | Blason  | De gueules à la fasce d’argent accompagnée de trois losanges du même. |
| Blason de Norrent-Fontes | Détails | Le statut officiel du blason reste à déterminer.                      |

| Blason de Nort-Leulinghem | Blason  | D’argent aux trois pigeons d’azur becqués et membrés de gueules. |
| Blason de Nort-Leulinghem | Détails | Le statut officiel du blason reste à déterminer.                 |

| Blason de Nouvelle-Église | Blason  | Taillé : au 1) d’or à la tour de sable, ouverte et maçonnée du champ, au 2) de sable à l’église d’or, ouverte et ajourée du champ. |
| Blason de Nouvelle-Église | Détails | Le statut officiel du blason reste à déterminer.                                                                                   |

| Blason de Noyelle-Vion | Blason  | De gueules aux trois jumelles d’argent.          |
| Blason de Noyelle-Vion | Détails | Le statut officiel du blason reste à déterminer. |

| Blason de Noyelles-Godault | Blason  | D’azur à la roue dentée d’or, remplie de gueules et enfermant une lampe de mineur de sable, à la champagne ondée cousue de sinople sommée d’un pont d’argent de trois arches maçonné de sable.             |
| Blason de Noyelles-Godault | Détails | * Ces armes emploient le terme « cousu » dans le seul but de contrevenir à la règle de contrariété des couleurs : elles sont fautives : sinople sur azur. Le statut officiel du blason reste à déterminer. |

| Blason de Noyelles-lès-Humières | Blason  | D’argent au chevron de gueules accompagné de trois grappes de raisin de pourpre. |
| Blason de Noyelles-lès-Humières | Détails | Le statut officiel du blason reste à déterminer.                                 |

| Blason de Noyelles-lès-Vermelles | Blason  | Parti au 1) d’azur à la demi-tour d’or défaillante en pointe accompagnée de deux fleurs de lys du même, une en chef et une en pointe, au 2) coupé au I d’azur au moulin cousu de gueules ailé d’or au pivot d’argent et au II d’azur à la lampe de mineur d’or ajourée d’argent et allumée de gueules. |
| Blason de Noyelles-lès-Vermelles | Détails | Le statut officiel du blason reste à déterminer. |

| Blason de Noyelles-sous-Bellonne | Blason  | De sable à la bande d’or chargée d’une croisette ancrée de gueules posée à plomb. |
| Blason de Noyelles-sous-Bellonne | Détails | Le statut officiel du blason reste à déterminer.                                  |

| Blason de Noyelles-sous-Lens | Blason  | Écartelé au 1) et 4) d’or aux trois bandes de gueules, au 2) de gueules à la croix de guerre d’or et 3) de gueules à la herse d’or. |
| Blason de Noyelles-sous-Lens | Détails | Le statut officiel du blason reste à déterminer.                                                                                    |

| Blason de Noyellette | Blason  | Écartelé au 1) et 4) de gueules à la clé d’or au 2) et 3) chevronné de gueules et d’or de dix pièces. |
| Blason de Noyellette | Détails | Le statut officiel du blason reste à déterminer.                                                      |

| Blason de Nuncq-Hautecôte | Blason  | D’azur au chevron d’argent chargé en chef d’une étoile de sable soutenue de deux merlettes affrontées du même, accompagné de trois éclairs aussi d’argent. |
| Blason de Nuncq-Hautecôte | Détails | Le statut officiel du blason reste à déterminer. |

## O
| Blason de Oblinghem | Blason  | Écartelé d’argent et d’azur à la croix de l'un en l'autre . |
| Blason de Oblinghem | Détails | Le statut officiel du blason reste à déterminer.            |

| Blason de Œuf-en-Ternois | Blason  | De gueules aux trois anilles d’argent.           |
| Blason de Œuf-en-Ternois | Détails | Le statut officiel du blason reste à déterminer. |

| Blason de Offekerque | Blason  | D’argent à la chouette de gueules.               |
| Blason de Offekerque | Détails | Le statut officiel du blason reste à déterminer. |

| Blason de Offin | Blason  | De sable à la bande d’or accompagnée en chef d’une étoile et d’une rose d’argent rangées en bande et en pointe d’une rose et d’une étoile d’argent rangées en bande . |
| Blason de Offin | Détails | Le statut officiel du blason reste à déterminer. |

| Blason de Offrethun | Blason  | D’argent aux deux fasces de gueules.             |
| Blason de Offrethun | Détails | Le statut officiel du blason reste à déterminer. |

| Blason de Oignies | Blason  | De sinople à la fasce d’hermine.                 |
| Blason de Oignies | Détails | Le statut officiel du blason reste à déterminer. |

| Blason de Oisy-le-Verger | Blason  | D’or aux trois lionceaux naissants de gueules.   |
| Blason de Oisy-le-Verger | Détails | Le statut officiel du blason reste à déterminer. |

| Blason de Oppy | Blason  | D’hermine au chef de sable chargé d’un annelet d’or. |
| Blason de Oppy | Détails | Le statut officiel du blason reste à déterminer.     |

| Blason de Orville | Blason  | De gueules au créquier arraché d’or, vêtu d’argent. |
| Blason de Orville | Détails | Le statut officiel du blason reste à déterminer.    |

| Blason de Ostreville | Blason  | D’azur à l’écusson d’argent.                     |
| Blason de Ostreville | Détails | Le statut officiel du blason reste à déterminer. |

| Blason de Ourton | Blason  | D’argent aux trois fleurs de lys au pied nourri de gueules, à la bordure du même. |
| Blason de Ourton | Détails | Le statut officiel du blason reste à déterminer.                                  |

| Blason de Outreau | Blason  | De gueules au phénix sur son immortalité d’or mouvant d’une divise de sable posée sur des ondes d’azur mouvant de la pointe, au chef d’argent chargé de deux bandes du champ. |
| Blason de Outreau | Détails | * Il y a là non-respect de la règle de contrariété des couleurs : ces armes sont fautives (sable et azur sur gueules). Le statut officiel du blason reste à déterminer.       |

| Blason de Ouve-Wirquin | Blason  | D’azur aux deux épées d’argent renversées, garnies d’or et passées en sautoir, cantonnées aux flancs et en pointe de trois molettes aussi d’argent. |
| Blason de Ouve-Wirquin | Détails | Le statut officiel du blason reste à déterminer. |

| Blason de Oye-Plage | Blason  | D'azur à l'oie d'argent becquée et membrée de sable, surmontée d'une couronne de vicomte d'argent. |
| Blason de Oye-Plage | Détails | Armes parlantes. Le statut officiel du blason reste à déterminer.                                  |

## P
| Blason de Palluel | Blason  | Tiercé en pairle renversé : au1) d'or à trois pommes feuillées d'or, au 2) de sinople à un canard contourné volant d'or, au 3) d'azur à un brochet d'or ; au pairle renversé diminué d'argent brochant sur la partition ; sur le tout un écu en bannière rectangulaire de sable chargé de trois nèfles d'or appointées en pairle. |
| Blason de Palluel | Détails | Le blasonnement donné par différentes sources sont en conflit avec ce qui est affiché sur le site de la commune, savoir le canard est dit essorant et la banière n'est pas dite rectangulaire.e adopté en 1988 |

| Blason de Le Parcq | Blason  | De gueules à la fasce d’argent, à la bordure cousue de sinople chargée de trois roses d’argent, deux cantonnées en chef, une en pointe. |
| Blason de Le Parcq | Détails | Le statut officiel du blason reste à déterminer.                                                                                        |

| Blason de Parenty | Blason  | D’azur au chevron d’or accompagné de trois besants du même. |
| Blason de Parenty | Détails | Le statut officiel du blason reste à déterminer.            |

| Blason de Pas-en-Artois | Blason  | De gueules au lion d’argent armé de sable.       |
| Blason de Pas-en-Artois | Détails | Le statut officiel du blason reste à déterminer. |

| Blason de Pelves | Blason  | De gueules à la bande d’or chargée de quatre lionceaux de sable armés et lampassés de gueules, posés à plomb. |
| Blason de Pelves | Détails | Le statut officiel du blason reste à déterminer.                                                              |

| Blason de Penin | Blason  | Coupé au 1) de gueules à la chapelle d’argent, ouverte et ajourée du champ, au 2) d’argent au mont de six coupeaux de gueules mouvant de la pointe. |
| Blason de Penin | Détails | Le statut officiel du blason reste à déterminer. |

| Blason de Pernes | Blason  | Parti : au premier de gueules aux trois pals de vair, au chef d'or chargé d'un lambel d'azur, au second d'argent au lion de gueules, armé, lampassé et couronné d'or. |
| Blason de Pernes | Détails | Le statut officiel du blason reste à déterminer. |

| Blason de Pernes-lès-Boulogne | Blason  | D’argent à la quintefeuille de sable.            |
| Blason de Pernes-lès-Boulogne | Détails | Le statut officiel du blason reste à déterminer. |

| Blason de Peuplingues | Blason  | De gueules au chevron cousu d’azur surmonté d’une couronne comtale d’or. |
| Blason de Peuplingues | Détails | * Ces armes emploient le terme « cousu » dans le seul but de contrevenir à la règle de contrariété des couleurs : elles sont fautives : azur sur gueules. Le statut officiel du blason reste à déterminer. |

| Blason de Pierremont | Blason  | Écartelé au 1) et 4) d’argent à la bande de gueules, au 2) et 3) de gueules à la fasce vivrée d’argent. |
| Blason de Pierremont | Détails | Le statut officiel du blason reste à déterminer.                                                        |

| Blason de Pihem | Blason  | De gueules au pal d'argent chargé d'un lion de sable armé et lampassé du champ. |
| Blason de Pihem | Détails | Le statut officiel du blason reste à déterminer.                                |

| Blason de Pihen-lès-Guînes | Blason  | De gueules à l’aigle d’argent surmontée d’une couronne de baron du même. |
| Blason de Pihen-lès-Guînes | Détails | Le statut officiel du blason reste à déterminer.                         |

| Blason de Pittefaux | Blason  | D’argent à la brebis d’azur sur une terrasse isolée du même. |
| Blason de Pittefaux | Détails | Le statut officiel du blason reste à déterminer.             |

| Blason de Planques | Blason  | Écartelé : au 1) et 4) d’or au créquier arraché de gueules, au 2) d’argent aux trois jumelles de gueules, au 3) palé d’or et de gueules de six pièces. |
| Blason de Planques | Détails | Le statut officiel du blason reste à déterminer. |

| Blason de Plouvain | Blason  | D’or à la bande ondée de gueules chargé d’une croisette ancrée du champ posée à plomb. |
| Blason de Plouvain | Détails | Le statut officiel du blason reste à déterminer.                                       |

| Blason de Polincove | Blason  | D’azur à la croix ancrée d’or surmontée d’un lambel du même. |
| Blason de Polincove | Détails | Le statut officiel du blason reste à déterminer.             |

| Blason de Pommera | Blason  | D’argent au pommier arraché de sinople, fruité de gueules, accosté de deux gerbes aussi de sinople. |
| Blason de Pommera | Détails | Armes parlantes. (pommier) Le statut officiel du blason reste à déterminer.                         |

| Blason de Pommier | Blason  | D’argent au pommier arraché de sinople, fruité de gueules, au chef parti au I d’azur aux sept besants d’or ordonnés 3.3.1 et au chef d’or, au II de sable à la bande d’or chargée de trois fers de moulin de gueules. |
| Blason de Pommier | Détails | Armes parlantes. (pommier) Le statut officiel du blason reste à déterminer. |

| Blason de Le Ponchel | Blason  | Bandé d’or et d’azur de 6 pièces, au franc-canton aussi d’or chargé d’un lion de sable. |
| Blason de Le Ponchel | Détails | Le statut officiel du blason reste à déterminer.                                        |

| Blason de Pont-à-Vendin | Blason  | De gueules au pont d'argent de trois arches maçonné de sable, posé sur une terrasse aussi d'argent. |
| Blason de Pont-à-Vendin | Détails | Le statut officiel du blason reste à déterminer.                                                    |

| Blason de Le Portel | Blason  | D’azur à la croix d’argent, à l’écusson de gueules en cœur, chargé d’une ancre d’or enlacée d’un caducée d’argent. |
| Blason de Le Portel | Détails | Le statut officiel du blason reste à déterminer.                                                                   |

| Blason de Prédefin | Blason  | D’or au chevron de sable accompagné de trois merlettes de sable. |
| Blason de Prédefin | Détails | Le statut officiel du blason reste à déterminer.                 |

| Blason de Pressy | Blason  | Écartelé au 1) et 4) de sinople à la bande d'argent chargée de trois mouches de sable, au 2) et 3) d’argent au léopard de sinople, armé et lampassé de gueules. |
| Blason de Pressy | Détails | Le statut officiel du blason reste à déterminer. |

| Blason de Preures | Blason  | De sinople à une figure mérovingienne de cheval d'argent. |
| Blason de Preures | Détails | Le statut officiel du blason reste à déterminer.          |

| Blason de Pronville-en-Artois | Blason  | De sinople à la croix engrêlée d’argent.         |
| Blason de Pronville-en-Artois | Détails | Le statut officiel du blason reste à déterminer. |

| Blason de Puisieux | Blason  | Bandé de vair et de gueules de six pièces, les bandes de gueules chargées de cinq besants d’or ordonnés 1.3.1. |
| Blason de Puisieux | Détails | Différences entre dessin et blasonnement : vair non à plomb. Le statut officiel du blason reste à déterminer.  |